# زي كالانغا
باولو باتيستا نسيبا «زي كالانغا» (بالبرتغالية: Paulo Batista Nsimba‏)، من مواليد 10 ديسمبر 1983 في لواندا في أنغولا، لاعب كرة قدم أنغولي.
بدأ مسيرته الكروية مع نادي بيترو أتلتيكو في عام 2004، ولعب معهم حتى عام 2006، وشارك معهم في 45 مباراة وسجل 17 هدف، ومنذ عام 2006 وهو يلعب مع نادي دينامو بوخاريست الروماني، وفي عام 2007 أعير إلى نادي بوافيستا البرتغالي.
منذ عام 2004 وهو يلعب مع منتخب أنغولا لكرة القدم.

## روابط خارجية
- زي كالانغا على موقع الاتحاد الدولي (مؤرشف)  (الإنجليزية)
- زي كالانغا على موقع قاعدة بيانات كرة القدم.إي يو (الإنجليزية)
- زي كالانغا على موقع ناشيونال فوتبول تيمز (الإنجليزية)
- زي كالانغا على موقع Soccerway.com (الإنجليزية)
- زي كالانغا على موقع عالم كرة القدم.نت (الإنجليزية)
- زي كالانغا على موقع كووورة